# Bosnia (canción)
«Bosnia» es una canción compuesta en 1994 por el músico argentino Luis Alberto Spinetta, interpretada por la banda Spinetta y los Socios del Desierto en el álbum homónimo de 1997, primero de la banda y 25º en el que tiene participación decisiva Spinetta. 
Spinetta y los Socios del Desierto fue un trío integrado por Marcelo Torres (bajo), Daniel Wirtz (batería) y Luis Alberto Spinetta (guitarra y voz).
La canción fue estrenada en el recital debut de Spinetta y los Socios del Desierto en el Velódromo de Buenos Aires el 18 de noviembre de 1994. «Bosnia» fue incluido también en el álbum en vivo de la banda San Cristóforo y en el histórico concierto Spinetta y las Bandas Eternas de 2009, donde Javier Malosetti ocupó el lugar del baterista, debido al fallecimiento de Daniel Wirtz. En 2013 la revista Rolling Stone incluyó el tema entre las cien canciones más importantes de Spinetta (#60).

## Contexto
El tema pertenece al álbum doble Spinetta y los Socios del Desierto, el primero de los cuatro álbumes de la banda homónima, integrada por Luis Alberto Spinetta (voz y guitarra), Marcelo Torres (bajo) y Daniel Wirtz (batería). El trío había sido formada en 1994 a iniciativa de Spinetta, con el fin de volver a sus raíces roqueras, con una banda de garaje. Los Socios ganaron una amplia popularidad, realizando conciertos multitudinarios en Argentina y Chile.
El álbum doble Spinetta y los Socios del Desierto ha sido considerado como una "cumbre" de la última etapa creativa de Luis Alberto Spinetta. El álbum fue grabado en 1995, pero recién pudo ser editado en 1997, debido a la negativa de las principales compañías discográficas, a aceptar las condiciones artísticas y económicas que exigía Spinetta, lo que lo llevó a una fuerte confrontación pública con las mismas y algunos medios de prensa.
El disco coincide con un momento del mundo caracterizado por el auge de la globalización y las atrocidades de la Guerra de Bosnia -sobre la cual el álbum incluye un tema-. En Argentina coincide con un momento de profundo cambio social, con la aparición de la desocupación de masas -luego de más de medio siglo sin conocer el fenómeno, la criminalidad -casi inexistente hasta ese momento-, la desaparición de la famosa clase media argentina y la aparición de una sociedad fracturada, con un enorme sector precario y marginado, que fue la contracara del pequeño sector beneficiado que se autodenominó como los "ricos y famosos".

## La guerra de Bosnia

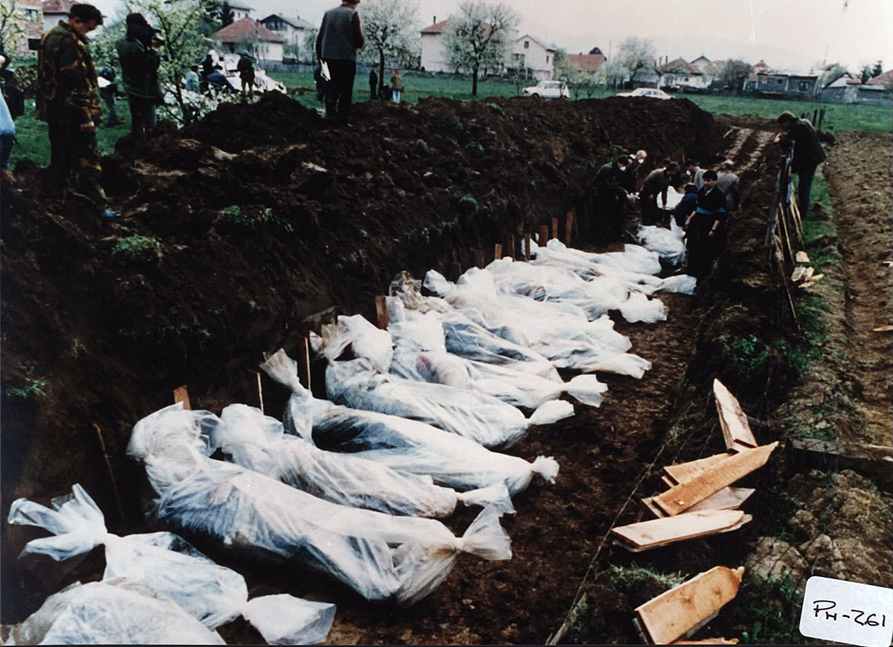
La Limpieza étnica del Valle del Lašva fue una operación de genocidio de las fuerzas croatas-católicas contra la población bosnio-musulmana, durante la Guerra de Bosnia.

La llamada Guerra de Bosnia fue un conflicto militar sucedido en Europa entre 1992 y 1995, luego de finalizada la Guerra Fría, durante el proceso de desintegración de Yugoslavia. Yugoslavia era una federación de repúblicas, que comenzaron a separarse en 1991. La guerra estalló cuando los serbios y croatas de religión cristiana, que estaban presentes en varias de las repúblicas yugoslavas, buscaron constituir países independientes. La República de Bosnia y Herzegovina, con capital en Sarajevo, fue el lugar donde el conflicto alcanzó su máxima intensidad, debido a la histórica composición multiétnica de su población, mayoritariamente bosnio-musulmana, con grandes minorías cristianas serbias ortodoxas y croatas católicas. Durante el mismo se produjeron graves crímenes de lesa humanidad, limpieza étnica, genocidio y violaciones masivas de mujeres y niñas, tanto por parte de las fuerzas cristianas, como musulmanas.

## El tema
El tema es el quinto track del Disco 1 del álbum doble. Fue uno de los primeros que ensayaron Spinetta y Los Socios del Desierto a partir de abril de 1994 y fue estrenado el 18 de noviembre de ese año en el concierto de presentación que la banda realizó en el Velódromo de Buenos Aires.
Se trata de una canción que ha sido considerada como "el tema más rockero del disco". Comienza con samples de voces distorsionadas y un arpegio lento, sobre el que se desarrolla un canto triste, que se detiene para decir "...y llora". La porción cantada del tema finaliza al cumplirse el tercer minuto y da paso a un solo de guitarra desagarrado de otros tres minutoso, pleno de disonancias, en un clima caótico creado por la batería y el bajo.
La letra es directa y mantiene un tono de gran tristeza -consolidado por la melodía y el canto-, que no aminora la convocatoria a comprometerse. Consta de tres estrofas, cada una de ellas comenzando por un imperativo: "Vamos, abre los ojos", "Vamos, oye los muros", "Vamos, abre tu boca". Cada estrofa concentra el mensaje en el llanto del ángel.

Vamos, oye los muros
niños que gritan por doquier en Bosnia
ellos caen como violines
en la rapsodia típica de Bosnia
donde el ángel cierra sus alas y llora
donde el hombre baja sus brazos... , oh...
"Bosnia" (fragmento)

En el recital realizado en el Centro Cultural Recoleta el 21 de agosto de 1997, Spinetta presentó este tema con las siguientes palabras:

Ya sabemos lo que pasa en el mundo, como ser Bosnia. Esto quizás es transmitido vía Internet y pueda llegar a algún bosnio, o a la facción contraria a los bosnios. Que más allá de que nosotros no entendamos esas guerras étnicas de hace tantos años, que ahora han recrudecido, en definitiva la imagen siempre es la del dolor de los niños. De todos... pero de los niños. Como -¿viste?- se supone que tienen que jugar...
Luis Alberto Spinetta